# Platocoelotes paralatus
Platocoelotes paralatus là một loài nhện trong họ Amaurobiidae.
Loài này thuộc chi Platocoelotes. Platocoelotes paralatus được Yajun Xu & S. Q. Li miêu tả năm 2008.